# Körösszakál
Körösszakál (románul: Săcal) község Hajdú-Bihar vármegyében, a Berettyóújfalui járásban.

## Fekvése
Körösszakál Hajdú-Bihar vármegye délkeleti peremén, a Sebes-Körös jobb partján, a Kis-Sárrét északkeleti peremén, a Bihari-sík szomszédságában fekszik. Területe 1502 hektár.
A szomszédos települések: északkelet felől Körösszegapáti, délkelet felől Körösnagyharsány, dél felől Biharugra, nyugat felől pedig Magyarhomorog. A Tiszántúl nagyobb városai közül Gyulától és Debrecentől egyaránt 63-63 kilométerre fekszik.

### Megközelítése

#### Közúton
A településen nyugat-keleti irányban végighúzódik a Komádi-Biharkeresztes közti 4215-ös út, ezen érhető el mindkét végponti város irányából. Zsadánnyal a 4216-os út köti össze.
Budapest, illetve az ország távolabbi (nyugatabbi és északabbi) részei felől a leginkább kézenfekvő megközelítési útvonala: Berettyóújfaluig az M35-ös autópályán, a 42-es vagy 47-es főúton, onnan Körösszegapátiig a 4217-es, onnan pedig tovább a 4215-ösön. Egy másik alternatíva: Furtáig a 47-esen, onnan Komádiig a 4219-es, onnét pedig ugyancsak a 4215-ösön.

#### Vasúton
A hazai vasútvonalak közül a települést a MÁV 127-es számú Körösnagyharsány–Vésztő–Gyoma-vasútvonala érinti, amelynek egy megállási pontja volt itt, de jelenleg nem üzemel, mert ezen a vonalszakaszon az utóbbi években szünetel a forgalom. Körösszakál megállóhely egyébként a vonal mai állomásainak viszonylatában Komádi vasútállomás és Körösnagyharsány vasútállomás között található; fizikailag a település központjától mintegy 2 kilométerre délre helyezkedik el, a Sebes-Körös túlsó partján, közúti elérését a 4216-os útból kiágazó 42 318-as számú mellékút biztosítja.

#### Autóbusszal
A Debrecen-Gyula vonalon fekszik. A közlekedés elég jó, óránként járnak a Volán-buszok.

## Története
Történelméről keveset tudni.A település mai határain belül több középkori község is létezett, például Petlend és Csehi. A települést a Szakali család birtokaként említi egy 1248-as határjáró oklevél, mint Csehi falu határosát. Ekkor Zakal néven volt ismert. Ezt követően Toldi Albert unokáinak birtoka, a későbbiek folyamán többször is felhozzák, mint a Toldiak uradalmának közepén fekvő kis, nemesi birtokosok által lakott települést. ekkor már a Sacal nevet viselte a falu, melynek származása a török eredetű magyar "szakáll" főnévből származik.(Egyes nyelvészek a szláv "szokolya" szóból eredeztetik). 
Bihar vármegye 1552. évi összeírásában két Szakál nevű helységet is találunk. 1608-ban Komádi fogadta be a törökök elől futó szakáliakat. Az 1740-ig pusztán állott területre 23 református család tér vissza, akik a falu ősi lakóinak tekinthetők.
A falu újabb kori történetében  nagy szerepet játszottak a Mártonffy grófi család tagjai, akik egészen a 20. század közepéig birtokoltak itt kisebb-nagyobb területeket. A település ma hivatalosan is kétnyelvű: magyar és  román. Bár felekezeti megoszlás szerint mindig is az ortodox vallásúak voltak többségben, az 1930-as népszámlálás jelentős magyar többséget regisztrált. Az ortodox és református vallás mellett jelen van a baptista is. Körösszakál érintetlen természeti környezetben, a Sebes-Körös jobb partján terül el. A folyó, valamint a homokbánya-tavak révén kiváló horgászási lehetőségek várják az idelátogatókat.

## Közélete

### Polgármesterei
| Időszak   | Polgármester | Párt             |
| --------- | ------------ | ---------------- |
| 1990–1994 | Kocsis János | független        |
| 1994–1998 | Samók Gyula  | Parasztszövetség |
| 1998–2002 | Samók Gyula  | független        |
| 2002–2006 | Samók Gyula  | független        |
| 2006–2010 | Samók Gyula  | független        |
| 2010–2014 | Samók Gyula  | független        |
| 2014–2019 | Pálfi Tamás  | független        |
| 2019–2024 | Pálfi Tamás  | független        |
| 2024–     | Pálfi Tamás  | független        |

## Népesség
A település népességének változása:
| Lakosok száma | 842  | 821  | 833  | 736  | 669  | 682  | 671  |
|               | 2013 | 2014 | 2015 | 2021 | 2022 | 2023 | 2024 |

2001-ben a település lakosságának 72%-a magyar, 18%-a román, 10%-a cigány nemzetiségűnek vallotta magát.
A 2011-es népszámlálás során a lakosok 80,4%-a magyarnak, 22,1% cigánynak, 22,8% románnak mondta magát (18,8% nem nyilatkozott; a kettős identitások miatt a végösszeg nagyobb lehet 100%-nál). A vallási megoszlás a következő volt: római katolikus 3,5%, református 24,5%, görögkatolikus 0,6%, egyéb (főleg ortodox) felekezet 21,7%, felekezeten kívüli 5,3% (44,4% nem válaszolt).
2022-ben a lakosság 92,1%-a vallotta magát magyarnak, 15,4% cigánynak, 13,5% románnak, 0,3% szlováknak, 0,1% németnek, 0,4% egyéb, nem hazai nemzetiségűnek (7,6% nem nyilatkozott; a kettős identitások miatt a végösszeg nagyobb lehet 100%-nál). Vallásuk szerint 31,5% volt református, 9,9% ortodox, 3,6% római katolikus, 1% görög katolikus, 1,6% egyéb keresztény, 0,1% evangélikus, 14,8% felekezeten kívüli (37,1% nem válaszolt).

## Nevezetességei
- Sebes-Körös

Körösszakáltól délre folyik, mely 209 km hosszú, Romániában az Erdélyi-középhegységben a Réz-hegység és a Király-erdő közötti völgyben ered. Magyarországon a Kettős-Körösbe torkollik. A rajta átívelő híd neve 1945 előtt Tisza István híd volt, később Körös-hídként emlegették, mára újra visszakapta a nevét. A hidat a II. világháború idején felrobbantották az orosz katonák. A falu lakói facölöpökből és deszkákból készítettek hidat, melyet azonban a tavaszi és az őszi áradások idején nem használhattak. Maradványa  mai napig látható az új híd mellett. A hídtól 2 km-re található a szivattyútelep, mely a szántóföldi öntözőcsatornák mellett a környéken épült mesterséges halastavak vízellátását is biztosítja. A folyóra több duzzasztógát is épült, az egyik az előbb említett körösszakáli szivattyúteleptől 100 m-re található, hossza kb: 20 méter, szélessége: 3,5 méter.
- Homokbánya

A homokbányát a hatvanas évek végén nyitotta a helyi Kossuth tsz, 1971-ben már egy 30x20 méteres tó volt. Napjainkban a horgásztóként működő tó területe elérte az 5 hektárt. 35 év alatt az eredetileg sivár, homokos tómeder teljesen átalakult, először elhínárosodott, majd fokozatosan elterjedt a sás és a nád. Mindez kiváló élőhelyet biztosít a halaknak. A tó vízellátását a talajvíz biztosítja.
- Ortodox templom

1788-ban épült késő barokk stílusban , Mihály és Gábor arkangyal temploma. Félkörös szentélyzáródással, hajóját szegmensíves dongaboltozat fedi. A kőfal ikonosztázait a 18. század végén készítették, festője ismeretlen. A középen deformált ajtó fölött a timpanonos kapumotívumban az Utolsó vacsora látható. A templomot 1928-ban újították fel a tetőszerkezettel együtt. A zsindelytetőt ekkor bádoglemezekre cserélték. igazi érdekesség a templomban a királyi ajtó melletti Szűz Mária festmény, melyen a festő a gyerek Jézus nélkül ábrázolja Máriát.
- Református templom

A református gyülekezet igen nagy múltra tekinthet vissza. 1742-ben a hívők közös összefogással sárból, fából építették a templomot, és a tetejét náddal kötötték. Mellé fából tornyot állítottak, mely 1819-ben leégett. 1891-ben építették fel a ma is álló kőtemplomot. először 1960-ban újították fel külsőleg. Mint minden református egyháznak ennek is egyszerű a berendezése. Falai fehérek  s citromsárga színűek. A templom különlegessége egy 19. század elejéből fennmaradt és máig is működő pianínó, mely a bécsi mesterek kézügyességét dicséri.
- Ártézi kút

A település közparkjában található, amelynek vize több mint 100 méter mélyről tör a felszínre. Különlegessége, hogy télen nem jéghideg, hanem inkább langyosnak mondható, nyáron pedig hideg. Egy legenda szerint Magyarország 2. legtisztább vize, ezt a tényt mások is tudják, ezért van az, hogy akik átutazók vagy idelátogatnak egyik állomásuk közé tartozik az Ártézi kút.

## Ismert személyek
- Itt született 1954. december 1-jén Fábryné Dobai Ilona építőipari technológus, országgyűlési képviselő (1980–1985).